# Stadion Marymontu Warszawa
Le Stadion Marymontu Warszawa est un stade omnisports polonais (servant principalement pour le football) situé à Żoliborz, quartier nord-ouest de Varsovie, la capitale du pays.
Le stade, doté de 10 000 spectateurs, sert d'enceinte à domicile à l'équipe de football du Marymont Varsovie.

## Histoire
Il fait partie d'un vaste complexe sportif, conçu par Stanisław Barylski et connu sous le nom de Parc sportif ZS Spójnia (où figure une salle d'escrime où pratiquaient entre autres Witold Woyda et Ryszard Parulski).
Les tribunes sont construites en 1950-1951, puis le bâtiment des vestiaires vers 1953-1954.
C'est dans le stade qu'a lieu la Syrenka Cup, où Zinédine Zidane joue un de ses tous premiers matchs avec l'équipe de France -17 ans en 1988.
Depuis 2016, sa tribune est inscrite au registre municipal des monuments.
En 2017, des organisations locales lancent une collecte de signatures dans le cadre d'une pétition avec un appel à rénover l'installation. La campagne est soutenue entre autres par Zbigniew Boniek, qui a fait ses débuts au stade en 1974 avec l'équipe nationale junior de football de Pologne.